# Skorać
Skorać (cyr. Скораћ) – wieś w Czarnogórze, w gminie Tuzi. W 2011 roku liczyła 142 mieszkańców.